# Троекуров, Иван Борисович
Князь Иван Борисович Троеку́ров (?—1703) — русский государственный и военный деятель, рында, воевода, окольничий и ближний боярин во времена правления Алексея Михайловича, Фёдора Алексеевича, правительницы Софьи Алексеевны, Ивана V и Петра I Алексеевичей.
Происходил из ярославских Рюриковичей — из княжеского рода Троекуровых. Старший сын боярина князя Бориса Ивановича Троекурова (?—1674) от брака с Аграфеной Михайловной (?—1673). Имел младшего брата, князя Дмитрия Борисовича.

## Биография

### Служба Алексею Михайловичу
В мае 1660 года четвёртый чашник в Грановитой палате у государева стола во время отпуска грузинского царевича Николая. В 1660-1663 годах неоднократно упоминается в дворцовых разрядах в чине стольника и чашника на различных мероприятиях в Московском Кремле и во время загородных и богомольных походах Государей. В январе 1663 года рында с государевым сайдаком, ехал перед Государём в Троице-Сергиев монастырь. С 1671 года первый судья в Иноземском и Рейтарском приказах, в августе послан от Государя к царице Наталье Кирилловне Нарышкиной в село Преображенское с уведомлением, что будет к ней присылка со столом от патриарха Иоасафа II. В 1674-1675 годах возглавлял Монастырский приказ

### Служба Фёдору Алексеевичу
В 1676 году комнатный стольник. В этом же году пожалован в окольничии и послан в Киев первым воеводою.  В 1677 году пожалован в бояре. В 1678-1679 годах возглавлял Московский судный приказ. В 1680-1681 годах первый воевода в Смоленске. В 1680 и 1682 годах упомянут членом Расправной палаты. В мае 1682 года дневал и ночевал у гроба царя Фёдора Алексеевича. Имел исключительные права доклада царю и распоряжений от его имени.
Пользовался покровительством Б. М. Хитрово (ум. 1680), на дочери которого, Василисе, был женат первым браком.

### Служба Софье Алексеевне
В 1682-1689 годах возглавлял Поместный приказ. В разное время возглавлял приказ Большой казны. Имел исключительные права доклада правительнице и выполнение её распоряжений.

### Служба Ивану V и Петру I
В 1-й половине 1670-х гг. выступал на стороне Милославских, против Нарышкиных, однако в 1682 году, после смерти царя Фёдора Алексеевича, перешёл на их сторону, поэтому, как дальний родственник царского рода, пользовался доверием молодого царя Петра I. Во время коронации царей Ивана V и Петра I 25 июня 1682 года послан третьим из Грановитой палаты на Казённый двор с другими царедворцами за государственными регалиями и нёс вторым царский венец Петра I с Казённого двора в Грановитую палату, а оттуда в Успенский собор, где держал его на золотом блюде во время помазания, причастия и коронации Петра I. В июле этого же года третий в крестном ходе с обоими Государями из Успенского собора в церковь Богородицы Казанской иконы.
В январе 1689 года участвовал при бракосочетании царя Петра I и Евдокии Фёдоровны Лопухиной. В этом же году послан из Троице-Сергиева монастыря от Государя к царевне Софье Алексеевне в село Воздвиженское.
В начале Стрелецкого восстания 1698 года приказал посадить в тюрьму стрельцов, хлопотавших в Москве о выплате жалованья стрелецким полкам. После казни сторонника Фёдора Шакловитого, Пётр I, в 1689-1701 годах сделал Троекурова главой Стрелецкого приказа. В августе 1689 года определён в комиссию  исследовать измену стрельцов.
В 1700 году возглавлял боярскую комиссию для управления столицей во время пребывания царя в Воронеже. В 1701—1703 годах возглавлял Земский приказ и Палату об Уложении.
При царях Иване V и Петре I Алексеевичах показан восьмым боярином, а в 1703 году — третьим.
Умер 25 ноября (6 декабря) 1703 года. Похоронен в Спасском монастыре в Ярославле.

## Собственность
По адресу Георгиевский переулок, 4 сохранились палаты боярина Троекурова 1691—1696 гг. в стиле московского барокко — объект культурного наследия федерального значения. Царь неоднократно бывал в доме Троекуровых. По легенде (впрочем, недостоверной с точки зрения хронологии), при строительстве своего дома боярин Троекуров пользовался казёнными материалами, предназначенными для сооружения Сухаревой башни, строительством которой он руководил.

## Семья
Был женат трижды:
Первая жена — Василиса (Васса) Богдановна Хитрово. С ней у Троекурова было трое детей:
- Князь Троекуров Фёдор Иванович (1667—1695) — стольник и спальник, бомбардир (1693)[3], погибший под Азовом в возрасте 28 лет, любимец императора Петра I. Погребён в Ярославле, куда ездил Петр I присутствовать при его погребении. Женат на Ирине Петровне NN.
- Князь Троекуров Иван Иванович (1670—1702) — стольник, комнатный стольник, капитан, убитый при штурме Нотебурга. Женат на Анастасии Васильевне NN.
- Княжна Анастасия Ивановна — жена князя Лобанова-Ростовского NN.

Вторая жена — Анна Семёновна NN.
Третья жена — Анастасия Фёдоровна Лопухина, сестра царицы Евдокии Фёдоровны. Жена в 1718 году была бита кнутом по делу царевича Алексея Петровича.